# Азманите
Азманите (болг. Азманите) — село в Болгарии. Находится в Габровской области, входит в общину Трявна. Население составляет 6 человек.

## Политическая ситуация
Азманите подчиняется непосредственно общине и не имеет своего кмета.
Кмет (мэр) общины Трявна — Драгомир Иванов Николов (независимый) по результатам выборов.